# Alston (Georgie)
Alston je město v Montgomery County v americkém státě Georgie. V roce 2011 žilo ve městě 159 obyvatel. Alston patří do statistického celku Vidalia Micropolitan Statistical Area. Podle sčítání lidí v roce 2000, žilo v Alstonu 159 obyvatel, 63 domácností, a 44 rodin.

## Demografie
Podle sčítání lidí v roce 2000, žilo ve městě 159 obyvatel, 63 domácností, a 44 rodin. V roce 2011 žilo ve městě mužů (47,8%), a 83 žen (52,2%). Průměrný věk obyvatele je 45 let.